# Hans-Ludwig Jessberger
Hans-Ludwig Jessberger (* 20. Dezember 1932 in Saarbrücken; † 3. August 2001) war ein deutscher Bauingenieur für Grundbau und Hochschullehrer.

## Leben
Jessberger wuchs in Wien, Eisenach, Bielefeld und Hamburg auf. Er studierte 1952 bis 1957 Bauingenieurwesen an der TU München, wo er danach wissenschaftlicher Assistent war und 1960 promoviert wurde. Danach war er drei Jahre für die Tiefbaufirma Bauer AG in Schrobenhausen tätig und 1963 bis 1966 wissenschaftlicher Angestellter beim Bayerischen Geologischen Landesamt in München. Nachdem er sich 1963 in München habilitiert hatte, war er ab 1967 Dozent und wissenschaftlicher Rat an der TU München. 1969 war er Gastprofessor in den USA und wurde außerplanmäßiger Professor an der TU München. 1972 wurde er ordentlicher Professor für Grundbau und Bodenmechanik an der Ruhr-Universität Bochum. 1997 wurde er emeritiert. Er gründete mit anderen in Bochum ein Ingenieurbüro für Grundbau und Umwelttechnik (Ingenieurbüro Jessberger und Partner, später CDM Jessberger), das schließlich 15 Niederlassungen und 300 Mitarbeiter in Deutschland hatte. Sie waren unter anderem als Experten für Bodenvereisung an Tunnelbauprojekten beteiligt.

## Wirken
In den 1960er Jahren befasste Jessberger sich mit Bodenfrost und dessen Auswirkung zum Beispiel auf Straßen sowie Bodenvereisung als Bodenverbesserungs-Methode. Das schlug sich unter anderem in Regelungen und Merkblättern nieder, die er als Vorsitzender des Arbeitsausschusses Frost der Forschungsgesellschaft für Straßen- und Verkehrswesen herausgab. Er befasste sich auch mit Permafrost und war 1979/80 an der deutschen Antarktisexpedition beteiligt. Er war Vorsitzender des Arbeitskreises Geotechnik der Deponien und Altlasten der DGEG, veranstaltete in Bochum auch ein jährliches Altlastenseminar (ab 1985) und baute in Bochum das erste deutsche Zentrifugenzentrum für Bodenmechanik auf, eröffnet 1987 mit einer weiteren Zentrifuge 1992. Jessberger untersuchte damit unter anderem Tunnelbauprobleme.

## Schriften
- Bodenfrost, in: Forschung Straßenbau und Straßenverkehrstechnik", Bundesministerium für Verkehr, Heft 125.
- Vergleichende Beurteilung der gebräuchlichen Frostkriterien für Frostschutz-Kies-Sande anhand von Originalveröffentlichungen, in: Forschung Straßenbau und Straßenverkehrstechnik, Bundesministerium für Verkehr, Heft 208, 1976
- Bodenverfestigung durch Einpressen und Vereisung, in Grundbau-Taschenbuch, 1982, Band 2
- mit Regine Jagow-Klaff Bodenvereisung, in Grundbau-Taschenbuch 2001